# 四月の魚
『四月の魚』（しがつのさかな）は、1984年に日本で制作されたラブコメディ映画。一般公開は1986年。原作はジェームス三木の小説『危険なパーティー』。同時上映は『熱海殺人事件』。
タイトルの「四月の魚」とは四月馬鹿（エイプリルフール）をあらわすフランス語から。映画の中で根本昌平が万理村マリに、フランスでは4月1日を「ポワソン・ダヴリル (Poisson d'avril)」といい、魚の形をしたチョコレートを贈ると恋愛が成就するという嘘をつく。映画公開時の文献には『四月の魚・ポワソン・ダヴリル』と書かれているものもあり、「ポワソン・ダヴリル」をタイトルに含まれることが多い。
日本で初めて映画のためのプロモーションビデオが製作された。

## あらすじ
初監督作品が高く評価された根本昌平は、主演女優の衣笠不二子と結婚した。しかし映画は興行的にはまったく振るわず、その後1本の映画も撮ることなく歳月が過ぎる。
ある日、以前CM撮影で訪れた南の島アラニアの酋長から、日本に行くので4月1日に根本家に立ち寄るとのエアメールが届く。アラニアには友情の証として妻を一晩提供するという風習があり、昌平も以前酋長の妻ノーラとともに一夜を過ごしていた（もっとも、昌平とノーラは一晩中星の数を数えていただけであったが）。昌平は脚本家の藤沢に相談し、新人女優を替え玉にすることにした。
当日、本当の妻を理由をつけて実家に返し、藤沢の呼んだ女優、万理村マリを家に迎える。しかしマリは昌平がいつもレジで見かける憧れの女性だった。そして酋長がやってきて、パーティーが盛り上がった所に不二子が帰宅し、大騒ぎになる。
結局誤解がとけ、不二子と昌平は仲直り。酋長からノーラも替え玉だったと事を知らされる。後日、酋長の招きでアラニラ島へ出かけたマリの書いた旅行記がベストセラーとなり、映画化が決定する。マリが主演、昌平が監督をすることになる。

## キャスト
根本昌平
演 - 高橋幸宏
衣笠不二子
演 - 赤座美代子
万理村マリ
演 - 今日かの子
脚本家の藤沢富士夫
演 - 泉谷しげる
あき
演 - 入江若葉
タイル職人・小林
演 - 三宅裕司
監督
演 - 中村勘五郎
アイドル歌手
演 - 四禮正明
スクリプター
演 - 明日香尚
助監督
演 - 小林のり一
マネージャー
演 - 横山あきお
芸能レポーター
演 - 峰岸徹
テレビ司会者
演 - ジェームス三木
パナポラ・ハンダ酋長
演 - 丹波哲郎

## スタッフ
- 監督：大林宣彦
- 企画：出口孝臣、大林宣彦
- 製作者：山本久、林瑞峰、村井邦彦、高橋幸宏、根本敏雄、大林恭子
- 脚本：内藤忠司、大林宣彦、ジェームス三木
- プロデューサー：森岡道夫、大林恭子
- 音楽監督：高橋幸宏
- 助監督 : 内藤忠司
- 製作：ジョイパックフィルム、アミューズシネマシティ、アルファレコード、オフィス・インテンツィオ、日本コロムビア、ピー・エス・シー
- 配給：ジョイパック・フィルム

## 製作
大林はそれまでの作品のようにロケを全くやらずに、ワンセットに近い状態で、シチュエーション・コメディのようなものをやって大林ムービーの〈休止符〉をやってみたかった。このためいつものカメラマン・阪本善尚にも声をかけず、脚本も剣持亘に頼んだら時間がかかるだろうと、内藤忠司と大林の2人でジェームス三木の原作を3日で脚色した。2週間で準備して25日位で撮った。また何か足らないと原作にない料理を取り入れた。料理を題材にした映画は当時ではジャクリーン・ビセット主演の1978年『料理長殿、ご用心』とか、あまり思いつかず、日本映画では珍しい題材だった。製作費1億円。

### キャスティング
イエロー・マジック・オーケストラ（YMO）が「散開」（解散）するかしないかという時期だった1983年に、大林から直接、高橋幸宏に主演オファーをした。高橋はYMOの活動が終了した後もソロアルバムの製作予定や、プロデュースの予定もあり、即座に断るつもりでいた。帝国ホテルで大林に会い、はっきり自分の意志を伝えたが、大林は意に介さず、にこやかな笑みを絶やさず、言葉巧みに口説かれ、その場で出演を承諾してしまった。高橋は「“映像の魔術師”、大林宣彦は、“言葉の魔術師”でもありました」と話し、監督の言葉は、余計なところのない、示唆に富んだ言葉でいっぱい、と1983年に開催された自身のコンサートツアーのブックレットでの対談から「映画というのは総合芸術という言い方をしまして、あらゆるジャンルのあらゆるパートの人が集まって、みんなでモノを作ると言っているけれど、総合芸術というのは有り得ないんでね。モノを作るということは、結局一人の人間の、非常に個的な世界を作っているに過ぎない」などの言葉を紹介している。
高橋は『戦場のメリークリスマス』に出演した坂本龍一への対抗心から本作に出演したとする見方は誤りで、前述のように断るつもりが大林に口説かれ出演した。慣れない役者業で扁桃腺と胃潰瘍を悪化させ、1984年5月にあった映画の製作発表会見を欠席した。主役の不在は珍しいケースで、大事な製作発表会見を欠席する理由としては弱い病名でもあり、既婚者だった高橋は当時、中原理恵との不倫関係を噂され、芸能リポーターは、映画そっちのけでそちらの質問を浴びせようと手ぐすねを引いていたため、それを恐れたのではないかと見られた。中原は当時、コメディもこなせる美人として人気が上がっていたため、所属する田辺エージェンシーは全否定に務めた。
大林作品はヒロインをめぐる物語から出発することが多いが、その点では異色。このためかヒロイン・今日かの子は、脱ぎっぷりのいい新人だったが、印象も稀薄で、本作1本だけで、ほぼ映画界から姿を消している。
原作者（脚本にも参加した）のジェームス三木もテレビの司会者役で出演している。
マリの書いた旅行記がベストセラーになり映画化されるという件は、森村桂の『天国にいちばん近い島』のパロディになっている。映画『天国にいちばん近い島』で高橋幸宏は森村桂の父親役で出演している。本作の撮影は映画『天国にいちばん近い島』の前に行われた。

### 撮影・興行
1984年5月10日クランクイン。都内ロケ、にっかつ撮影所でのセット撮影を経て1984年6月初旬クランクアップ。仕上げに2か月かけ1984年9月末の完成を予定していたが、劇場公開は完成後、1年半後であった。